# Karamanlidi
Karamanlidi (grško Καραμανλήδες, Karamanlídes, turško Karamanlılar) ali preprosto Karamanli, so tradicionalno turško govoreče grško pravoslavno ljudstvo, ki izvira iz regije Karaman v Anatoliji. 
Izvor Karamanlidov je sporen. So bodisi potomci bizantinskih Grkov, ki so bili jezikovno poturčeni, bodisi krščanskih turških vojakov, ki so se v regiji naselili po turških osvajanjih. Karamanlidi so bili med izmenjavo prebivalstva med Grčijo in Turčijo leta 1923 prisiljeni zapustiti Anatolijo. Danes večina Karamanlidov živi v Grčiji in se je popolnoma vključila v grško družbo. 

## Jezik
Pisci in govorci karamanske turščine so bili med grško-turško izmenjamo prebivalcev leta 1923 izseljeni iz Turčije. Nekaj govorcev v diaspori je ohranilo svoj jezik. 
Odlomek besedila v karamanski turščini so odkrili tudi v Kairski genizi.

## Izvor
Izvor Karamanlidov je sporen. So bodisi potomci bizantinskih Grkov, ki so bili jezikovno poturčeni, bodisi krščanskih turških vojakov, ki so se naselili v regiji po turških osvajanjih. Grški učenjaki se nagibajo k stališču, da so bili Karamanlidi grškega porekla in so sprejeli turščino kot svoj jezik, bodisi na silo bodisi zaradi svoje izolacije od grško govorečih pravoslavnih kristjanov v obalnih regijah južne Anatolije. Turški učenjaki jih imajo za potomce Turkov, ki so se preselili na bizantinska ozemlja pred turškim osvajanjem ali služili kot plačanci v bizantinski vojski in prevzeli vero, ne pa tudi jezika svojih novih vladarjev. Za koga so se šteli Karamanlidi sami, ni dovolj dokazov.
Delno ali popolno poturčenje anatolskih Grkov sega v zgodnja 1100. leta kot rezultat skupnega življenja s sosednjimi Turki. Vzhodni in latinski viri kažejo, da je bila grško-turška dvojezičnost v Anatoliji v 13. in 14. stoletju pogosta, do začetka 15. stoletja pa zelo razširjena. Nadalje anonimno latinsko poročilo iz leta 1437 navaja, da so bili grški škofje in metropoliti v Anatoliji "oblečeni v muslimanskem slogu in so govorili turško". Liturgijo so še vedno brali v grščini, pridigali pa so v turščini.  Karamanlidi bi lahko bili potomci teh poturčenih Grkov.
Osmanski raziskovalec Evlija Čelebi, ki je obiskal Karamanlide in izkusil njihov življenjski slog, je zapisal, da so bili turškega porekla in da se njihov turški naglas ne razlikuje od tistega pri lokalnih muslimanskih Turkih. Svoje knjige, zlasti Biblijo, so tiskali v turškem jeziku in peli hvalnice v karamanščini, čeprav so imeli v svoji soseščini tudi grško govoreče skupnosti. 
Da so turškega rodu je menil tudi britanski zgodovinar Arnold J. Toynbee (1889-1975), vendar je poudaril, da na vprašanje o njihovem izvoru ni dokončnega odgovora.
Nemški popotnik Hans Dernschwam (1494-1568/69) je med svojim potovanjem po Anatoliji v letih 1553-1555 naletel na Karamanlide, ki so živeli v Istanbulu. Opisal jih je kot "krščansko ljudstvo grške vere, ki ga je Selim I. preselil iz emirata Karamanija". Armenski zgodovinar Eremja Čelebi Komurcijan (1637-1695) je tudi navedel, da so Karamanlidi živeli okoli in znotraj mestnega obzidja Istanbula in kljub temu, da so bili Grki, niso znali grško in so govorili le turško. Karamanski avtor Mauromates (1656-1740) je zapisal, da je bil grški jezik v Anatoliji nadomeščen s turščino in zato niso mogli brati "mojstrovin grške književnosti". Drug karamanski avtor, po imenu Iosepos Moesiodaks, je v svoji Pedagogiki (1779) zapisal, da "potrebe naše javnosti zahtevajo dobro turščino, ker je to narečje naših vladarjev". Angleški pisatelj William Martin Leake (1777-1860), ki je leta 1800 potoval v Konyo, je zapisal:
"[...] kapadoški Grki na splošno ne poznajo svojega jezika in v cerkveni službi uporabljajo turščino [...] v Konji smo udobno nastanjeni v hiši kristjana, ki pripada grški cerkvi, ki pa ne pozna jezika, ki se ne uporablja niti v cerkveni službi: štiri evangelije in molitve imajo natisnjene v turščini. [...] je neizpodbitno dejstvo [...], da se v velikem delu Anatolije celo javno bogoslužje Grkov zdaj opravlja v turškem jeziku."
Nemški orientalist Franz Taeschner (1888-1967) je opazil, da so bili Karamanlidi popolnoma poturčeni, z izjemo svoje vere. Britanski zgodovinar Edwin Pears (1835-1919), ki je približno 40 let živel v Turčiji, je zapisal, da so bili Karamanlidi izvorno Grki, ki so izgubili svoj materni jezik in so govorili turško. Robert Pinkerton (1780-1859) je izjavil, da so Karamanlidi zaradi turškega zatiranja sprejeli turški jezik: 
"[…] Rezultat mojega poizvedovanja kaže, da morajo svetopisemske družbe še veliko narediti za revne, nevedne in zatirane kristjane Male Azije, od katerih je večina skoraj v celoti izgubila znanje svojega maternega jezika ter govorijo in razumejo le turško. Dva krščanska naroda, ki ju imam posebej v mislih, sta grški in armenski. Okrutno preganjanje njihovih mohamedanskih gospodarjev je bilo vzrok njihovega sedanjega ponižujočega stanja nevednosti, tudi glede njihovega maternega jezika. Bili so namreč časi, ko so njihovi turški gospodarji Grkom v Mali Aziji strogo prepovedali, da bi med seboj govorili grško, in da so nekaterim rezali jezike in druge kaznovali s smrtjo, če so si drznili ne ubogati tega njihovega barbarskega ukaza. Neizpodbitno dejstvo je, da je jezik njihovih zatiralcev že zdavnaj skoraj povsod prevladal in da se v velikem delu Anatolije zdaj tudi javno bogoslužje Grkov opravlja v turškem jeziku."
Poturčenje Karamanlidov je zatiranju pripisal tudi britanski učenjak David George Hogarth (1862-1927), ki je leta 1890 ob obisku jezera Eğirdir zapisal, da "jih muslimani najedajo".

## Zamenjava prebivalcev med Grčijo in Turčijo
Mnogo Karamanlidov je bilo prisiljenih zapustiti svoje domove med izmenjavo prebivalstva med Grčijo in Turčijo leta 1923. Po prvih ocenah je bilo iz osrednje in južne Anatolije izgnanih okoli 100.000 turško govorečih pravoslavnih kristjanov. Stevan K. Pavlowitch trdi, da je v času zamenjav v Turčiji živelo okoli 400.000 Karamanlidov.
Turška vlada je razmišljala o sklenitvi dogovora, da bi bili turško govoreči kristjani izvzeti iz izmenjave prebivalstva. Na koncu se je kljub temu odločilo, da bo edino merilo izmenjave vera. Grške politične elite niso videle nobene škode v sprejemanju več grških pravoslavnih kristjanov, turške politične elite pa so se še vedno bale, da bi zvestoba Karamanlidov grškemu pravoslavnemu patriarhatu sčasoma spodkopala prizadevanja za utrditev državnega nadzora v revni in nerazviti Karamaniji. V Anatoliji je smel ostati samo Papa Eftim (rojen kot Pávlos Karahisarídis), ki je bil goreč turški nacionalist in tvorec Turške pravoslavne cerkve. Ob prihodu v Grčijo so se Karamanlidi soočali s številnimi primeri diskriminacije lokalnega grškega prebivalstva, "ker so govorili jezik starodavnega sovražnika helenizma". Včasih so jih celo zmerjali, da so turškega porekla. V 80. Letih dvajsetega stoletja so bili dobro vključeni v grško družbo.

## Kultura
Kultura, ki se je razvila med Karamanlidi, je pomešala elemente pravoslavnega krščanstva s turško-anatolsko kulturo, za katero je značilna pripravljenost sprejeti in se vključiti v tuje običaje. Od 14. do 19. stoletja so doživljali eksplozijo literarne prefinjenosti. Karamanski avtorji so bili še posebej produktivni v filozofiji, verskih spisih, romanih in zgodovinskih besedilih. Njihova lirična poezija v poznem 19. stoletju opisuje njihovo brezbrižnost do grške in turške vlade ter zmedo, ki so jo čutili kot turško govoreče ljudstvo z grško pravoslavno vero.